# Asarum longirhizomatosum
Asarum longirhizomatosum là một loài thực vật có hoa trong họ Aristolochiaceae. Loài này được C.F.Liang & C.S.Yang mô tả khoa học đầu tiên năm 1975.